# 孟若書店

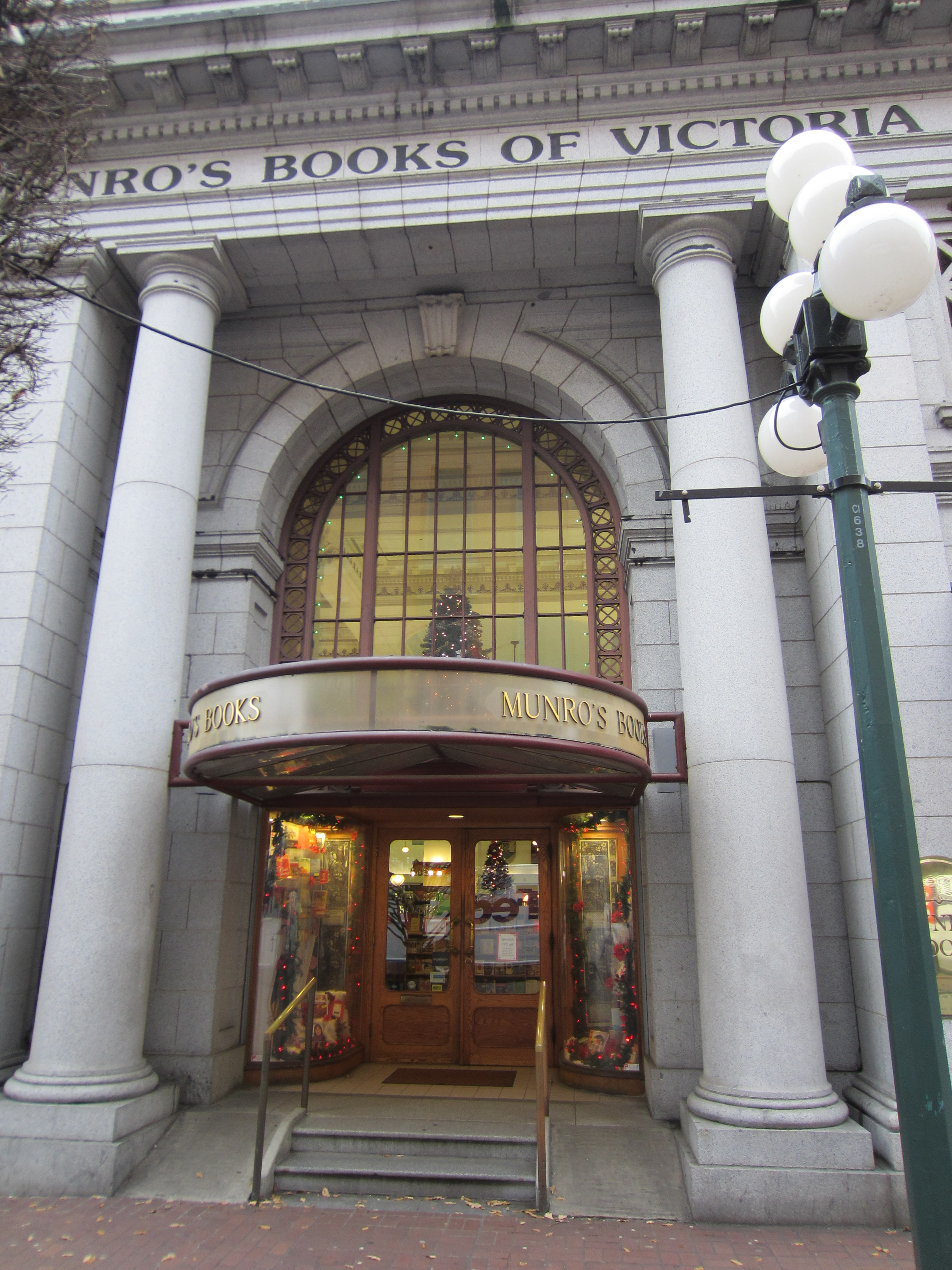

孟若書店是加拿大的一間大型獨立書店，位於卑詩省維多利亞，一座原加拿大皇家銀行擁有，建於1909年的新古典主義建築內。書店於1963年由吉姆·孟若及其第一任妻子2013年諾貝爾文學獎得主艾麗斯·孟洛共同創辦。書店曾經被加拿大記者艾倫·佛瑟林漢姆評為北美洲最美的書店"。
吉姆決定於2014年退休，書店亦會易主。